# 劉忠 (延綏巡撫)
刘忠（？—1495年），字攄誠，山東承宣布政使司東昌府濮州（今属河南省范縣）人，明朝政治人物。

## 生平
景泰元年（1450年）庚午科舉人。天順七年（1463年），授廣西道監察御史。謫河南新鄭縣知縣，不久，再補廣西道監察御史，出按浙江。成化十六年（1480年），任台州府知府。成化十九年（1483年），以治行卓異，升任山西布政使左參政。
弘治元年（1488年），陞任四川右布政使。弘治三年（1490年），改山西左布政使。弘治三年（1490年），以都察院右副都御史、延綏巡撫。